# Seccadenari

Stemma dei Seccadenari

I Seccadenari sono un'antica famiglia bolognese senatoria, che diede alla Chiesa un vescovo e un beato e alla città anziani, magistrati e capi-popolo. Insignita di titolo comitale. 
Il Dolfi "cronologie di famiglie nobili di Bologna " (Dolfi MDCLXXX, presso Gio.Battista Ferroni, Bologna) dice: "la sua arma è una sega azzurra con otto denti, nella quale vuìi sino sette denari d'oro; e il campo è d'oro c con i gigli sopra" 

## Membri celebri
Ercole (morto nel 1540) fu un noto scultore ed architetto, autore delle porte laterali della facciata della Basilica di San Petronio, nella cui Fabbrica era "ingignero" dal 1524.
Nel 1539 Taddeo, professore di diritto presso l'Università di Bologna, ebbe tra i suoi allievi il famoso naturalista Ulisse Aldrovandi. 
Ebbero anticamente case in San Martino e Corte Galluzzi, nonché la torre dei Prendiparte (loro parenti), terza in altezza a Bologna (torre Coronata) che fu acquistata nel 1530 da Ercole, e posseduta fino al 1588. Il loro palazzo era in via Santo Stefano all'angolo di via dei Coltelli.
Con Vittoria (1730) i Seccadenari si estinsero nella famiglia senatoria dei conti de' Bianchi de' Medici Sighicelli, che ne ereditarono nome, titoli e possedimenti. 